# USS Raymond (DE-341)
USS Raymond (DE-341) là một tàu hộ tống khu trục lớp John C. Butler từng phục vụ cùng Hải quân Hoa Kỳ trong Chiến tranh Thế giới thứ hai. Nó là chiếc tàu chiến thứ hai của Hải quân Hoa Kỳ được đặt cái tên này, nhưng là chiếc duy nhất được đặt theo tên Thiếu tá Hải quân Reginald Marbury Raymond (1912–1943), Hạm phó tàu ngầm Scorpion (SS-278), đã tử trận trong một chuyến tuần tra vào ngày 30 tháng 4, 1943 và được truy tặng Huân chương Chữ thập Hải quân. Nó đã phục vụ trong suốt Thế chiến II, đặc biệt đã từng tham gia Trận chiến ngoài khơi Samar, và được cho ngừng hoạt động sau khi xung đột chấm dứt. Nó được huy động trở lại trong giai đoạn Chiến tranh Lanh từ năm 1951 đến năm 1958. Con tàu cuối cùng bị đánh chìm như một mục tiêu ngoài khơi Florida vào năm 1974. Raymond được tặng thưởng danh hiệu Đơn vị Tuyên dương Tổng thống cùng một Ngôi sao Chiến trận do thành tích phục vụ trong Thế Chiến II

## Thiết kế và chế tạo
Lớp John C. Butler được thiết kế nhằm đáp ứng nhu cầu một số lượng lớn nhưng rẻ tiền của một kiểu tàu hộ tống chống tàu ngầm để hộ tống các đoàn tàu vận tải vượt đại dương. Chúng có chiều dài chung 306 foot (93,3 m), mạn tàu rộng 36 foot 10 inch (11,2 m) và mớn nước 13 foot 4 inch (4,1 m), trọng lượng choán nước tiêu chuẩn 1.350 tấn Anh (1.372 t), và lên đến 1.745 tấn Anh (1.773 t) khi đầy tải, với một thủy thủ đoàn bao gồm 14 sĩ quan và 201 thủy thủ. Con tàu được vận hành bởi hai turbine hơi nước hộp số Westinghouse; hơi nước được cung cấp bởi hai nồi hơi "D" Express, tạo ra công suất 12.000 mã lực càng (8.900 kW) và cho phép đạt được tốc độ tối đa 24 hải lý trên giờ (44 km/h; 28 mph). Nó có tầm hoạt động 6.000 hải lý (11.000 km; 6.900 mi) ở tốc độ đường trường 12 hải lý trên giờ (22 km/h; 14 mph).
Dàn vũ khí chính bao gồm hai tháp pháo 5-inch/38 caliber đa dụng nòng đơn, được dẫn đường bởi hệ thống điều khiển hỏa lực Mark 51; vũ khí phòng không gồm hai khẩu đội Bofors 40 mm L/60 nòng đôi và mười khẩu Oerlikon 20 mm nòng đơn cũng được dẫn đường bởi hệ thống Mark 51. Ngoài ba ống phóng ngư lôi 21 inch (533 mm), vũ khí chống ngầm bao gồm hai đường ray thả mìn sâu, tám máy phóng mìn sâu K-gun cùng một dàn súng cối chống ngầm Hedgehog. Con tàu được trang bị sonar kiểu QC, radar dò tìm mặt biển SL và radar dò tìm không trung SA.
Raymond được đặt lườn tại xưởng tàu của hãng Consolidated Steel Corporation ở Orange, Texas vào ngày 3 tháng 11, 1943. Nó được hạ thủy vào ngày 8 tháng 1, 1944, được đỡ đầu bởi bà Helen Raymond, mẹ của Thiếu tá Raymond, và được cho nhập biên chế cùng Hải quân Hoa Kỳ vào ngày 15 tháng 4, 1944 dưới quyền chỉ huy của Hạm trưởng, Thiếu tá Hải quân Aaron Frederick Beyer Jr.

## Lịch sử hoạt động

### 1944
Sau khi tiến hành chạy thử máy huấn luyện tại khu vực Bermuda từ ngày 10 tháng 5 đến ngày 5 tháng 6, 1944, Raymond đi đến Xưởng hải quân Boston để sửa chữa sau chạy thử máy, rồi lên đường đi Norfolk, Virginia vào ngày 18 tháng 6, nơi nó hoạt động như tàu huấn luyện cho Trung tâm Huấn luyện Norfolk. Sau đó nó lên đường, cùng với tàu chỉ huy đổ bộ Mount Olympus (AGC-8) băng qua kênh đào Panama vào ngày 1 tháng 7 và đi đến Trân Châu Cảng vào ngày 23 tháng 7. Nó được bảo trì trong xưởng tàu rồi thực hành huấn luyện cho đến ngày 11 tháng 8. Sau đó nó cùng Đội đặc nhiệm 32.2 lên đường vào ngày 12 tháng 8 để đi sang Guadalcanal thuộc quần đảo Solomon, đến nơi vào ngày 24 tháng 8, rồi tiếp tục hành trình vào ngày hôm sau, cùng các tàu hộ tống John C. Butler (DE-339) và Richard M. Rowell (DE-403) tháp tùng bảo vệ cho tàu sân bay hộ tống Fanshaw Bay (CVE-70) đi đến đảo Manus thuộc quần đảo Admiralty.
Đến nơi vào ngày 28 tháng 8, Raymond làm nhiệm vụ tuần tra và huấn luyện, rồi cùng Đội đặc nhiệm 77.1 khởi hành vào ngày 10 tháng 9 để hướng đến Morotai. Nó hoạt động trong thành phần bảo vệ cho các tàu sân bay hộ tống tham gia Trận Morotai, và tháp tùng hộ tống khi chúng tung ra các đợt không kích xuống các căn cứ của quân Nhật tại Đông Ấn thuộc Hà Lan vào ngày 15 tháng 9. Đến ngày 25 tháng 9, nó tách khỏi đội đặc nhiệm để quay trở lại Manus, rồi cùng Đơn vị Đặc nhiệm 77.4.3, mà sau này trở nên nổi tiếng với mã gọi vô tuyến "Taffy 3", lên đường vào ngày 12 tháng 10 để hướng đến vịnh Leyte, Philippines.

#### Hải chiến vịnh Leyte
Vào ngày 25 tháng 10, Raymond đã tham gia vào Trận chiến ngoài khơi Samar, một phần của cuộc Hải chiến vịnh Leyte, khi Taffy 3 đối đầu với Lực lượng Trung tâm Nhật Bản dưới quyền Phó đô đốc Kurita Takeo. Sau khi thả một màn khói nhằm che khuất đơn vị đặc nhiệm, nó áp sát đối phương để tung ra một đợt tấn công bằng ngư lôi, phóng ba quả nhắm vào tàu tuần dương hạng nặng Haguro nhưng đều bị trượt; Haguro phản công, bắn 15 loạt đạn pháo 8-inch nhắm vào nó chỉ ở khoảng 200 yd (180 m). Raymond thoát được và quay trở lại bảo vệ cho các tàu sân bay hộ tống cho đến 08 giờ 14 phút, khi nó lại tấn công các tàu tuần dương hạng nặng Chikuma và Tone bằng hải pháo 5-inch. Cho dù thiệt hại mà Raymond gây ra cho những tàu chiến đối phương chỉ là tối thiểu, lực lượng của đô đốc Kurita liên tục bị máy bay từ các đơn vị đặc nhiệm Taffy 1, 2 và 3 bắn phá, ném bom và thả ngư lôi tấn công.
Đến 08 giờ 40 phút, Raymond lại tham gia cùng tàu chị em Samuel B. Roberts (DE-413) tấn công hàng tàu tuần dương đối phương ở khoảng cách 5.900 yd (5.400 m). Hỏa lực bắn nhanh từ các tàu hộ tống, kết hợp với việc liên tục bị máy bay Mỹ không kích, khiến đô đốc Kurita tin rằng ông đang đối đầu với thành phần chủ lực của Đệ Tam hạm đội, ông quyết định cho Lực lượng Trung tâm rút lui khỏi trận chiến. Taffy 3 đã thành công trong việc bảo vệ các tàu vận tải trong vịnh Leyte khỏi bị tiêu diệt với một giá đắt, khi mất tàu sân bay hộ tống Gambier Bay (CVE-73), tàu hộ tống khu trục Samuel B. Roberts cùng các tàu khu trục Hoel (DD-533) và Johnston (DD-557). Trưa hôm đó đơn vị còn phải tiếp tục chịu đựng các cuộc tấn công tự sát của máy bay Kamikaze đối phương; một chiếc đã đâm trúng và làm đắm St. Lo (CVE-63) lúc 11 giờ 25 phút. Raymond đã phục vụ như tàu cứu hộ chính, vớt được 108 người sống sót từ chiếc tàu sân bay hộ tống lâm nạn.
Sau khi chuyển 40 người bị thương nặng của St. Lo sang chiếc LST-464, một tàu LST được trang bị để sơ cứu thương binh, vào ngày hôm sau, Raymond lên đường đi Manus. Sau khi được sửa chữa và bảo trì nó lại lên đường vào ngày 7 tháng 11 tháp tùng các tàu sân bay hộ tống đi Trân Châu Cảng. Sau khi đến nơi vào ngày 18 tháng 11, nó tiếp tục được sửa chữa trước khi cùng Đơn vị Đặc nhiệm 12.5.2 khởi hành vào ngày 5 tháng 12. Tuy nhiên con tàu gặp trục trặc tại trục chân vịt bên mạn trái, nên buộc phải quay trở lại Oahu để sửa chữa trong ụ tàu cho đến ngày 26 tháng 12.

### 1945

#### Trận Iwo Jima
Cùng với Đơn vị Đặc nhiệm 16.8.1 rời vùng biển Hawaii vào ngày 29 tháng 12, Raymond đi đến Eniwetok thuộc quần đảo Marshall vào ngày 7 tháng 1, 1945. Nó lên đường ngay ngày hôm sau để hộ tống cho Đơn vị Đặc nhiệm 96.3.15 đi sang quần đảo Mariana, đi đến Saipan bốn ngày sau đó. Con tàu làm nhiệm vụ hộ tống vận tải và bảo vệ trong suốt tháng 1 và tháng 2 trong thành phần Đơn vị Đặc nhiệm 94.7.2, rồi cùng Đơn vị Đặc nhiệm 50.8.24 lên đường vào ngày 9 tháng 2 để phục vụ tiếp nhiên liệu cho Lực lượng Đặc nhiệm 58, vốn đang tham gia vào chiến dịch đổ bô lên Iwo Jima. Đảm nhiệm vai trò bảo vệ chống tàu ngầm cho đơn vị tiếp liệu, nó tham gia vào chiến dịch này cho đến ngày 3 tháng 3, khi nó rút lui về Ulithi ngang qua Guam. Đến ngày 21 tháng 3, nó lại cùng Đơn vị Đặc nhiệm 50.18.34 lên đường để tham gia vào cuộc đổ bô lên Okinawa.

#### Trận Okinawa
Trong suốt chiến dịch Okinawa, Raymond hoạt động trong thành phần hộ tống cho Đơn vị Đặc nhiệm 50.8.7, bao gồm các tàu tiếp dầu Nantahala (AO-60), Tappahannock (AO-43), Sabine (AO-25) và Patuxent (AO-44), để phục vụ tiếp nhiên liệu cho Đệ Ngũ hạm đội hoạt động tại khu vực Okinawa. Nó thực hiện nhiều chuyến khứ hồi giữa Okinawa và Ulithi trong tháng 5 và tháng 6 để hộ tống cho đơn vị tiếp liệu này. Đến ngày 7 tháng 7, nó khởi hành trong thành phần Đội đặc nhiệm 30.8 để hộ tống các tàu chở dầu và tàu chở đạn, rồi hai ngày sau đó lại phục vụ canh phòng máy bay cho tàu sân bay hộ tống Kitkun Bay (CVE-71). Khi gia nhập trở lại Đội đặc nhiệm 30.8, nó hộ tống các tàu tiếp dầu Kankakee (AO-39), Neosho (AO-48), Escalante (AO-70), Cahaba (AO-82), Cossatot (AO-77) và Tappahannock hướng đến Ulithi, đến nơi vào ngày 13 tháng 7. Nó lại tiếp tục cùng các tàu hộ tống khu trục Presley (DE-371) và Silverstein (DE-534) hộ tống một đoàn tàu vận tải quay trở lại Okinawa.

#### Sau chiến tranh
Raymond tiếp tục làm nhiệm vụ hộ tống vận tải giữa Okinawa và các căn cứ khác cho đến khi Nhật Bản chấp nhận đầu hàng vào ngày 15 tháng 8, giúp chấm dứt vĩnh viễn cuộc xung đột. Nó rời Uluthi vào ngày 20 tháng 8 để đi sang Okinawa, rồi hộ tống Đơn vị Đặc nhiệm 95.5.76 quay trở lại Ulithi, và tách khỏi đoàn tàu vào ngày 25 tháng 8 để hộ tống chiếc tàu chở quân General H. B. Freeman (AP-143) đi đến Saipan, rồi quay trở lại Ulithi. Sau một chuyến đi khứ hồi khác đến Okinawa, nó quay trở lại Ulithi vào ngày 9 tháng 9 trước khi lên đường cho hành trình quay trở về Hoa Kỳ.
Sau khi ghé đến Guam từ ngày 1 đến ngày 3 tháng 11, Raymond cùng Đội hộ tống 63 hướng về quần đảo Hawaii, đi đến Trân Châu Cảng vào ngày 14 tháng 11 và ở lại đây trong ba ngày, rồi về đến San Pedro, California vào ngày 23 tháng 11. Con tàu được cho xuất biên chế vào ngày 24 tháng 1, 1947, và được đưa về Hạm đội Dự bị Thái Bình Dương, neo đậu tại San Diego.

## Phần thưởng
Ngoài danh hiệu Đơn vị Tuyên dương Tổng thống do hoạt động dũng cảm trong Trận chiến ngoài khơi Samar, Raymond còn được tặng thưởng thêm năm Ngôi sao Chiến trận do thành tích phục vụ trong Thế Chiến II.
|  |             |  |
|  | Silver star |  |
|  |             |  |

| Dãi băng Hoạt động Tác chiến (truy tặng) | Dãi băng Hoạt động Tác chiến (truy tặng)                                | Đơn vị Tuyên Dương Tổng thống                                           | Đơn vị Tuyên Dương Tổng thống        |
| Huân chương Chiến dịch Hoa Kỳ            | Huân chương Chiến dịch Châu Á-Thái Bình Dương với 5 Ngôi sao Chiến trận | Huân chương Chiến dịch Châu Á-Thái Bình Dương với 5 Ngôi sao Chiến trận | Huân chương Chiến thắng Thế Chiến II |
| Huân chương Phục vụ Phòng vệ Quốc gia    | Đơn vị Tuyên dương Tổng thống Philippine (truy tặng)                    | Đơn vị Tuyên dương Tổng thống Philippine (truy tặng)                    | Huân chương Giải phóng Philippine    |